# تشوكوتافيا
تشوكوتافيا هي شركة طيران مقرها انادير اوكروغ تشوكوتكا المستقلة. وتدير تشوكوتافيا خدمات الركاب والبضائع والمرافق في قاعدتها الرئيسية في مطار انادير اوغولني.

## تاريخ
تأسست شركة الطيران وبدأت عملياتها في عام 1996. تم تشكيلها من خلال اندماج شركة طيران أنادير و شركات طيران تشونسكي. وهي مملوكة لشركة شركة أنادير الجوية و طيران كيبيرفيم و طيران ميس شميدتا و شركة بيفيك الجوية. في عام 2020 أصبحت جزءًا من شركة الطيران الروسية الوحيدة في الشرق الأقصى ، إلى جانب أربع شركات طيران أخرى.

## أسطول

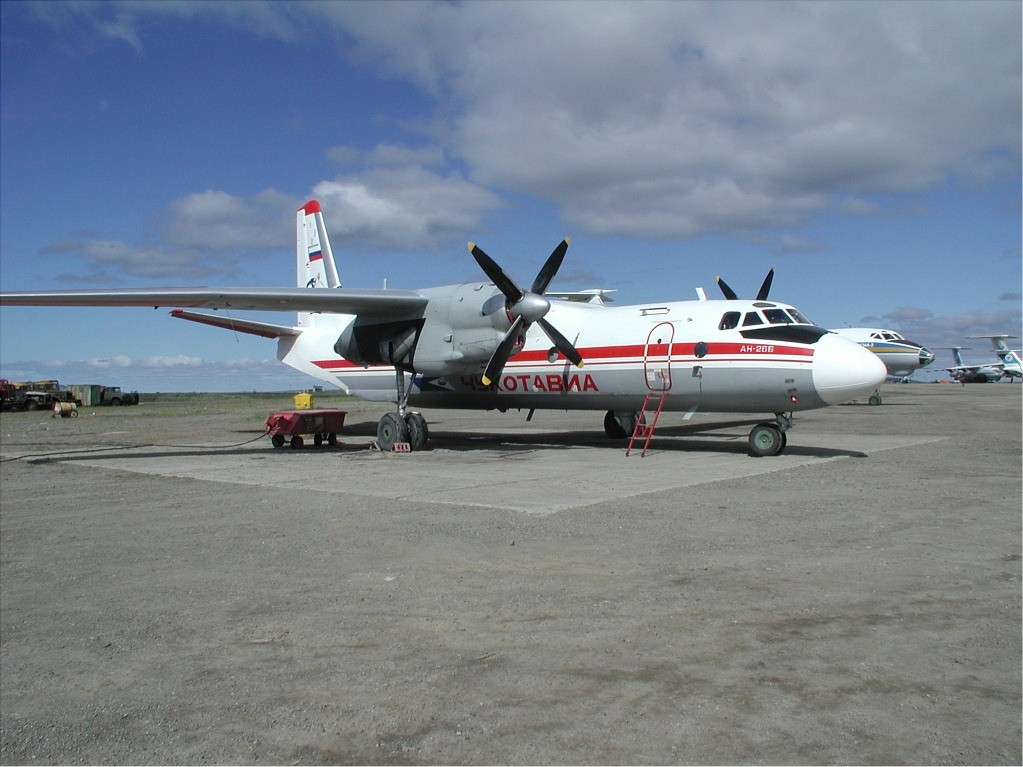
أنتونوف أن -26 في مطار أوغولني

## ترقية الأسطول
في عام 2014 ، استأجرت تشوكوتافيا طائرتين من طراز دي هافيلاند كندا دي إتش سي 6 توين أوتر لاستبدال طائرات الهليكوبتر في رحلاتها الإقليمية مع شراء طائرتين إضافيتين في عام 2015.